# Província de Tomina

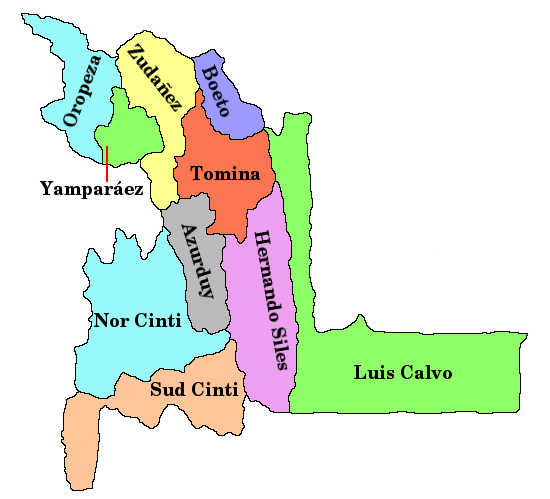
Les províncies del Departament de Chuquisaca

La província de Tomina és una de les 10 províncies del Departament de Chuquisaca a Bolívia. La seva capital és Padilla.